# Acanthurus leucosternon

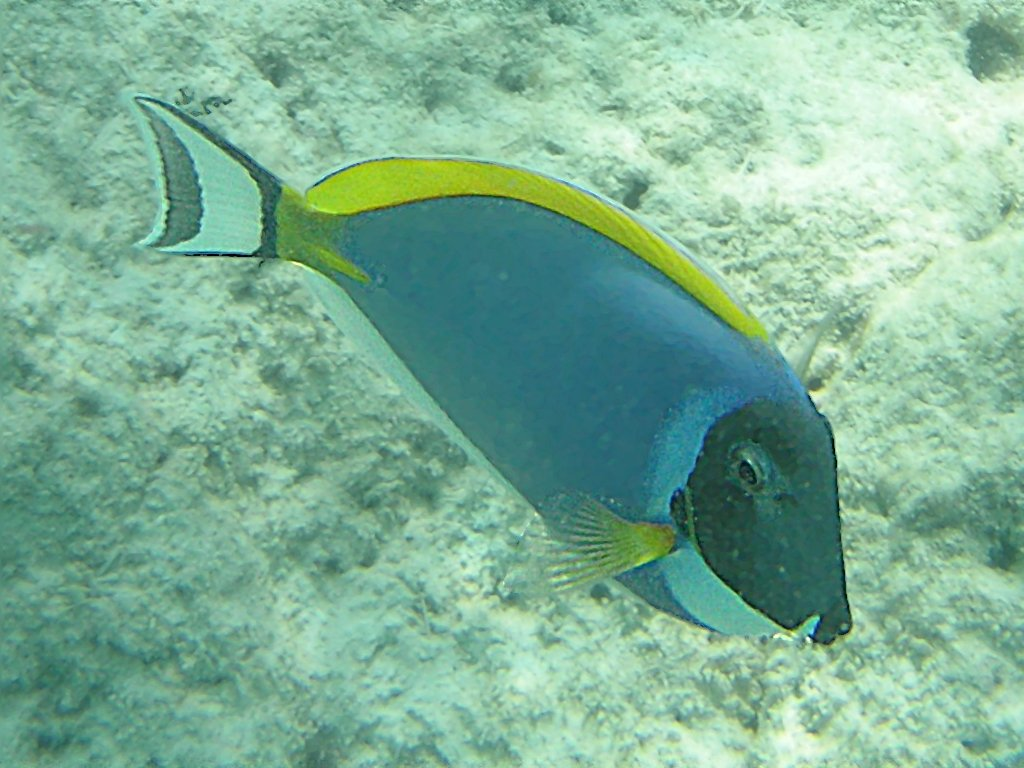
Vista lateral d'un exemplar en llibertat, a les Maldives

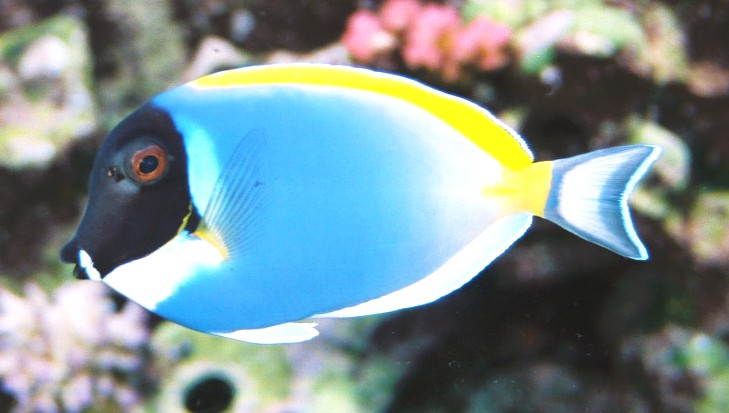
Vista lateral, tal com apareix al logotip de l'empresa Atos Origin

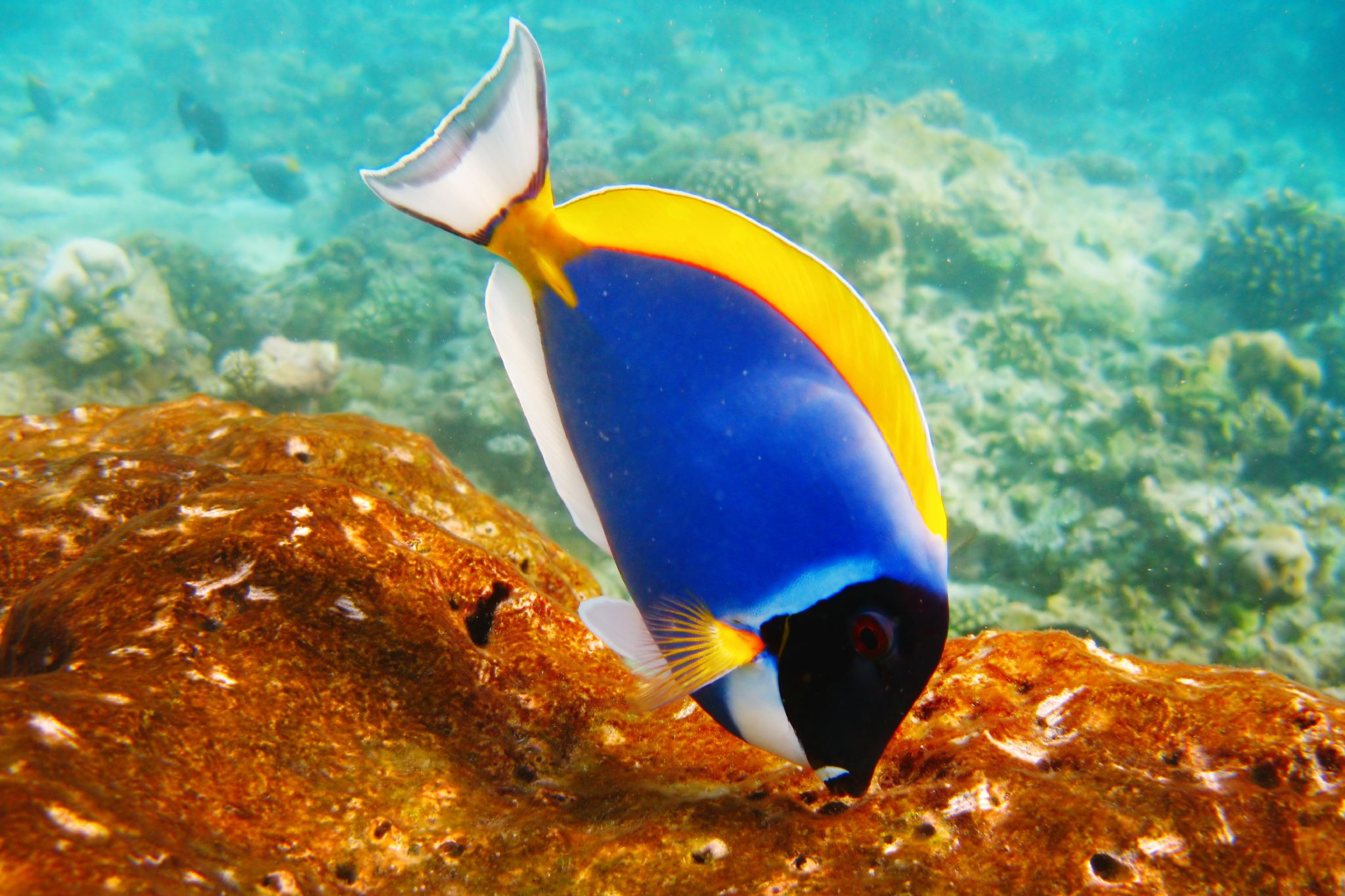
Un exemplar en un escull coral·lí de les Maldives

Acanthurus leucosternon és una espècie de peix pertanyent a la família dels acantúrids.

## Descripció
- Pot arribar a fer 54 cm de llargària màxima (normalment, en fa 19).
- 9 espines i 28-30 radis tous a l'aleta dorsal i 3 espines i 23-26 radis tous a l'anal.
- És de color blau amb el pit blanc. L'aleta dorsal és groga i les aletes anal i pèlviques de color blanc.[3][4]

## Reproducció
És monògam.

## Alimentació
Menja algues bentòniques.

## Hàbitat
És un peix marí, associat als esculls i de clima tropical (23 °C-28 °C; 26°N-30°S, 31°E- 129°E) que viu entre 0-25 m de fondària.

## Distribució geogràfica
Es troba des de l'Àfrica oriental fins al mar d'Andaman, el sud-oest d'Indonèsia, l'illa Christmas i Bali.

## Ús comercial
Es comercialitza fresc.

## Observacions
És inofensiu per als humans.